# FN SCAR SSR
SSR (аббр. Sniper Support Rifle, флотский индекс — MK 20) — американская снайперская винтовка, один из образцов стрелкового оружия семейства SCAR.

## История
В 2010 году на вооружение сил Командования Специальных Операций США (US SOCOM — United States Special Operations Command) была принята новая снайперская винтовка FN SCAR SSR (SSR — Sniper Support Rifle — «оружие снайперской поддержки») с индексом Mk 20 Mod 0.
Снайперская винтовка FN SCAR SSR Mk 20 Mod 0 разработана американским подразделением бельгийской оружейной компании Fabrique Nationale Herstal — FNH USA Inc и является «снайперским» вариантом 7.62-мм автоматической винтовки (автомата) FN SCAR-H Mk 17 Mod 0 (принятой несколькими годами ранее на вооружение спецназа США).

## Назначение
Винтовка SSR Mk 20 Mod 0 предназначена для использования в качестве оружия «меткого стрелка» (Designated Marksman Rifle, тактический аналог использования снайперской винтовки Драгунова СВД), действующего в составе группы спецназа, либо в качестве оружия второго номера (наблюдателя) в снайперской паре, использующей в качестве основного оружия дальнобойное и высокоточное оружие с малой скорострельностью.

## Устройство
Конструктивно самозарядная снайперская винтовка SSR Mk 20 Mod 0 представляет собой одну из модификаций стрелковой системы SCAR и построена на базе автоматической винтовки (автомата) FN SCAR-H Mk 17 Mod 0 калибра 7.62 мм НАТО. В отличие от автомата снайперская винтовка получила удлинённую верхнюю часть ствольной коробки с универсальными направляющими для удобства использования дополнительных оптических прицельных приспособлений (например, ночной прицел), новый пламегаситель и ствол, а также нескладной регулируемый приклад.
Снайперская винтовка SSR Mk 20 Mod 0 унифицирована со штурмовой винтовкой SCAR-H Mk 17 Mod 0, с которой имеет свыше 60 % деталей взаимозаменяемых между собой, включая газоотводный узел автоматики с коротким ходом газового поршня и затворную группу с поворотным затвором.
Плавающий ствол винтовки имеет утолщённый профиль и изготовлен методом холодной штамповки. Канал ствола хромирован. По заявлению производителя, ресурс ствола составляет более чем 15 тыс. выстрелов. В дульной части ствола установлен пламегаситель, вместо которого возможно использование быстросъемного глушителя.
Верхняя часть ствольной коробки выполнена из алюминия и оснащена длинной встроенной направляющей планкой Пикатинни для установки различных оптических приспособлений (ночных и дневных). Дополнительно к оптическим прицельным приспособлениям на винтовке используется резервный открытый прицел с диоптрическим целиком, установленный на складные быстросъемные основания.
Ударно-спусковой механизм — регулируемый, может быть настроен как на спуск без предупреждения, так и с предупреждением и допускает только одиночный огонь.
Питание оружия боеприпасами осуществляется из отъемных коробчатых магазинов ёмкостью на 10 и 20 (от автомата FN SCAR-H Mk 17 Mod 0) патронов.
Приклад — нескладной, с регулируемыми затыльником и упором под щеку.
Цевьё по бокам и снизу снабжено направляющими планки Пикатинни для крепления различных дополнительных приспособлений (сошки, фонарь и др).

## Характеристики
Заявленная производителем эффективная дальность стрельбы для снайперской винтовки FN SCAR SSR Mk 20 Mod 0 составляет 1000 ярдов (910 метров), а кучность стрельбы «снайперским» патроном — 1 МОА и менее.